# Aydos Dağı
O Aydos Dağı ("Monte Aydos"), também chamado Aydos Tepesi ("Colina Aydos"), é o monte mais alto da área metropolitana de Istambul, Turquia. A sua altitude é de 537 metros e localiza-se no distrito de Kartal, na parte asiática (oriental) da cidade.
O seus nome provem da fortaleza bizantina de Aydos, a qual foi construída perto do monte na primeira metade do século VI. Atualmente as ruínas da fortaleza encontram-se no distrito de vizinho de Sultanbeyli.